# L'Eroica (periodico)
L'Eroica (1911-1921; 1924-1944) è stato un periodico a cadenza mensile italiano di futurismo, arte, letteratura e xilografia, fondato a La Spezia agli inizi del XX secolo.
Il periodico fu estremamente popolare, al punto che vennero stampate milioni di copie, diventando fra le riviste più vendute degli inizi del 1900.

## Storia
Fondata e diretta da Ettore Cozzani, la rivista nasce con il proposito editoriale di valorizzare le forze creative nazionali occupandosi dichiaratamente di ogni aspetto dell'arte e della vita. 
Pubblicazione aperta alla Secessione viennese e al Razionalismo, diviene subito importante per il suo carattere innovativo, curiosa dei nuovi giovani talenti contemporanei, sia italiani che europei.
Quando il primo numero esce il 30 luglio 1911 con il sottotitolo Rassegna d'ogni poesia, la rivista si qualifica per le qualità formali: la scelta della carta a mano, le copertine a colori, le illustrazioni xilografiche estremamente curate.

La volontà di affermare, diffondere e difendere la xilografia ci fornisce oggi una fondamentale panoramica di questa tecnica espressiva in Italia, riproposta nella prima metà del XX secolo. In effetti la rivista diviene un importante punto di incontro per gli xilografi italiani organizzandone, nel 1912 a Levanto, la prima mostra a carattere internazionale, con relativo catalogo.
Oltre al nutrito gruppo di artisti, tra i quali fino al 1914 Adolfo De Carolis, Angiolo Del Santo e all'architetto Franco Oliva, alla rivista collaborano anche lo scultore Magli e il compositore Pizzetti.
Chiusa nel 1921, la rivista riprende le pubblicazioni nel 1924 valendosi d'importanti collaboratori quali Adolfo Wildt, Duilio Cambellotti, Arturo Martini, Francesco Nonni, Emidio Ciucci, mutando poi lo stile originale con la rinuncia ad una grafica unitaria (testo/immagine) per un sempre maggior utilizzo della riproduzione fotografica delle opere.
In un secondo tempo L'Eroica affianca alla pubblicazione della rivista l'attività di casa editrice pubblicando opere letterarie (poesia e narrativa), di saggistica, biografiche, e, nel 1922, il celebre libro d'artista Sibilla, poema drammatico in quattro atti di Aristide Sartorio.
Dopo il primo periodo nella città ligure, Cozzani ne decide il trasferimento a Milano dove continua l'attività fino alla chiusura. I bombardamenti del 1943-1944 sul capoluogo lombardo provocano la fine di questa esperienza artistica e danneggiano gli archivi della rivista.
Raccolte complete della rivista (310 numeri pubblicati) sono conservate presso la Biblioteca Civica della Spezia e la Biblioteca di Via Senato di Milano.
A L'Eroica sono state dedicate alcune importanti esposizioni di straordinario valore documentario, di cui rimangono i cataloghi. 

Alcune edizioni della rivista vennero stampate a Pescia presso la Stamperia di Artidoro Benedetti.

## Artisti
- Armando Baldinelli
- Gino Barbieri
- Eugenio Baroni
- Franz von Bayros
- Giuseppe Biasi
- Benito Boccolari
- Remo Branca
- Alberto Caligiani
- Duilio Cambellotti
- Armando Cermignani
- Primo Conti
- Bruno Cordati
- Giovanni Costetti
- Bruno da Osimo
- Adolfo De Carolis
- Mario Delitala
- Edoardo Del Neri
- Angiolo Del Santo
- Emma Goitein Dessau
- Stanis Dessy
- Antonij De Witt
- Ettore di Giorgio
- Antonio Discovolo
- Benvenuto M.Disertori
- Pietro Dodero
- Ercole Dogliani
- Cardo Ferrari
- Valerio Fraschetti
- Giacomo Gabbiani
- Nicola Galante
- Francesco Gamba
- Pietro Gaudenzi
- Giovanni Governato
- Vittore Grubicy de Dragon
- Carlo Guarnieri
- Mimmo Guelfi
- Victor Hammer
- Moses Levy
- Cafiero Luperini
- Augusto Magli
- Emilio Mantelli
- Alberto Martini
- Arturo Martini
- Guido Marussig
- Marcello Mascherini
- Adalberto Migliorati
- Viero Migliorati
- Paolo Molnar C.
- Elsa Morante
- Publio Morbiducci
- Mario Mossa De Murtas
- Antonio Moroni
- Francesco Nonni
- Franco Oliva
- Alessandro Pandolfi
- Andrea Parini
- Leo Pollini
- Irma Pavone Grotta
- Enrico Prampolini
- Angelo Rescalli
- Mario Reviglione
- Giulio Ricci
- Gino Rossi
- Gino Carlo Sensani
- Luigi Servolini
- Władysław Skoczylas
- Orazio Toschi
- Ferdinando Trambaiolo
- Carlo Turina
- Lorenzo Viani
- Giuseppe Viner
- Adolfo Wildt

## Opere
- Gabriele D'Annunzio, La crociata degli innocenti, mistero en quatro atti, in l'Eroica, Fascicoli 6º e 7º, La Spezia, V - 1915,  pp. 148–159. URL consultato il 23 novembre 2018 (archiviato il 23 novembre 2018).